# Fort Burt
Le fort Burt est un fort situé au sud de Road Town dans les Îles Vierges britanniques. Le site est maintenant un hôtel et un restaurant et il ne reste que peu d'éléments de la structure originale. Cependant, l'un des canons d'origine a survécu et se trouve sur la véranda de l'hôtel, surveillant avec vigilance le port.

## Toponymie
Fort Burt a été nommé d'après William Mathew Burt, gouverneur des Îles Sous-le-Vent de 1776 à 1781 (à ne pas confondre avec le colonel William Burt, son arrière-grand-père, qui a pris le territoire pour les Britanniques avec une force symbolique lors de la troisième guerre anglo-néerlandaise en 1672).

## Historique
Certains pensent que la structure originale de fort Burt a été construite à une date inconnue par les premiers colons néerlandais des Îles Vierges, bien que cela ne soit pas certain vu que les documents espagnols de cette époque faisaient référence à d'autres forts à Tortola (qu'ils ont attaqués) et ne faisaient aucune mention d'une fortification défensive à fort Burt, bien que l'itinéraire de leur attaque (du trou de Soper à fort Purcell puis à fort George) les aurait conduits directement sur le site de fort Burt. Dans son livre, Vernon Pickering suggère que les Britanniques érigèrent le fort sur un site qu'ils « croyaient à tort » avoir été le site d'un ancien fort néerlandais. Cependant, la fortification principale fut construite (ou reconstruite) par les Britanniques en 1776 au début de la guerre d'indépendance américaine.
Fort Burt faisait partie d'un formidable réseau défensif de forts autour de Road Town à cette époque, y compris fort Road Town (qui abrite désormais la clinique Boungainvillea), fort George, du côté nord-est du port, et fort Charlotte, au-dessus de Harrigan's Hill.
Le fort n'a jamais réellement fait usage de ses canons sous le commandement britannique car la combinaison des défenses de Road Town et l'importance stratégique et économique relativement faible de Tortola ont convaincu les puissances coloniales étrangères ainsi que les corsaires et les pirates de se concentrer sur d'autres cibles dans la région.
Au fil des années, le fort se délabra et fut acquis en 1953 par le commandant Christopher Hammersley et son épouse, qui construisirent ce qui était alors le seul hôtel de Tortola. Depuis, l'hôtel a changé de mains à plusieurs reprises et appartient maintenant à la chaîne hôtelière Pusser.